# Michael (ur. 1996)
Michael Richard Delgado de Oliveira (ur. 12 marca 1996 w Poxoréo), znany również jako Michael – brazylijski piłkarz, występujący na pozycji napastnika w saudyjskim klubie Al-Hilal.

## Statystyki

### Klubowe
Na podstawie:
| Klub                    | Sezonów | Liga             | Liga  | Liga   | Puchar krajowy | Puchar krajowy | Kontynentalne | Kontynentalne | Suma  | Suma   |
| Klub                    | Sezonów | Liga             | Mecze | Bramki | Mecze          | Bramki         | Mecze         | Bramki        | Mecze | Bramki |
| ----------------------- | ------- | ---------------- | ----- | ------ | -------------- | -------------- | ------------- | ------------- | ----- | ------ |
| Goiás EC                | 2       | Série B          | 56    | 8      | 2              | 0              | –             | –             | 57    | 8      |
| Goiás EC                | 1       | Série A          | 35    | 9      | 0              | 0              | –             | –             | 35    | 9      |
| Flamengo Rio De Janeiro | 2       | Série A          | 55    | 14     | 13             | 3              | 14            | 1             | 82    | 18     |
| Al-Hilal                | 3       | Saudi Pro League | 44    | 8      | 8              | 2              | 5             | 1             | 57    | 11     |
|                         | Łącznie | Łącznie          | 190   | 39     | 23             | 5              | 19            | 2             | 232   | 46     |

## Sukcesy
Na podstawie:

### Klubowe
Z Flamengo:
- Mistrz Brazylii 2020
- Superpuchar Brazylii 2020, 2021
- Recopa Sudamericana 2019/20

Z Al-Hilal:
- Mistrz Arabii Saudyjskiej 2021/22
- Puchar Arabii Saudyjskiej 2022/23